# 프로박트로사우루스
프로박트로사우루스(Probactrosaurus)는 중생대 백악기 전기에 서식한 초식공룡이다. 조반류-하드로사우루스과에 속한다. 학명은 "원시 박트로사우루스"이라고 하는 의미를 갖고 있다. 전체 몸 길이는 약6m, 체중은 1t가량 되었을 것으로 추정된다. 화석은 중국 내몽골에서 발견되었다. 4족보행의 공룡이지만, 때로는 2족보행을 했을 것으로 추정된다.